# HMS Indefatigable (R10)
Pour les autres navires du même nom, voir HMS Indefatigable.
Le HMS Indefatigable (R10) est un porte-avions de la classe Implacable qui a servi dans la Royal Navy de 1944 à 1956.

## Histoire
Construit par la John Brown & Company sur leur chantier de la Clyde à Clydebank, Écosse, l’Indefatigable est commencé le 3 novembre 1939 et lancé le 8 décembre 1942. Il entre en service opérationnel le 3 mai 1944, rejoignant la Home Fleet. Son premier commandant est le capitaine de vaisseau Q. D. Graham.
Sa première mission (qui est plutôt une sorte d'exercice de mise en forme) est de lancer une série de raids aériens sur le Tirpitz dans les fjords de Norvège dans le cadre de l'opération Goodwood. Cette mission aura un succès mitigé, de nombreux équipements subissant des pannes.
Après un retour à quai pour réparer ces problèmes, l’Indefatigable appareille le 19 novembre en direction de l'Extrême-Orient, en tant que navire amiral du contre-amiral Philip Vian (ancien commandant du Cossack), commandant de la British Pacific Fleet. À son arrivée à Colombo le 10 décembre 1944, il passera sur l'Indomitable.
Le 1er avril 1945, durant la bataille d'Okinawa, le porte-avions est touché à la base de sa superstructure par un avion kamikaze. Quatorze hommes sont tués. Cependant, grâce à son pont blindé, l’Indefatigable est de nouveau opérationnel après cinq heures de travaux.
Le 2 septembre, l’Indefatigable est présent à la signature des actes de capitulation du Japon dans la baie de Tokyo. Plus tard, il sera utilisé afin de rapatrier les prisonniers de guerre retenus au Japon, puis utilisé comme navire de repérage durant les tests nucléaires menés par les États-Unis dans le Pacifique.
Désarmé après la guerre, il reprend du service en 1950 en tant que navire-école. En 1956, il est définitivement retiré du service, puis démoli.

## Escadrilles transportées
Les escadrilles opérant sur l’Indefatigable utilisèrent de nombreux avions, parmi lesquels le Supermarine Seafire, le TBF Avenger et le Fairey Firefly.
En novembre 1944, l’Indefatigable transportait 73 avions : 40 Seafire, 21 Avenger et 12 Firefly.

### Sources
- (en) Cet article est partiellement ou en totalité issu de l’article de Wikipédia en anglais intitulé « HMS Indefatigable (R10) » (voir la liste des auteurs).